# سنگ‌چشم نوک‌زرد
سنگ‌چشم نوک‌زرد (نام علمی: Corvinella corvina) نام یک گونه از تیره سنگ‌چشم است.